# فریگیت کلاس ناستراشمی
فریگیت کلاس ناستراشمی (به انگلیسی: Neustrashimyy-class frigate) یک کلاس از کشتی است که طول آن 129.6 m می‌باشد.